# Pietro Fongaro
Pietro Fongaro (Piacenza d'Adige, 16 maggio 1939 – Monselice, 27 gennaio 2016) è stato un tenore italiano.

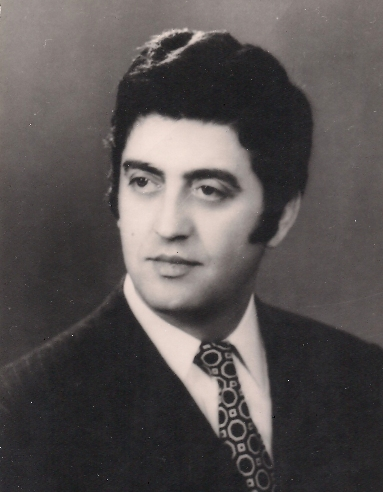
Il Tenore Pietro Fongaro

Inizia gli studi con la professoressa Adriana Rognoni presso il conservatorio Cesare Pollini di Padova dove si diploma con il massimo dei voti nel 1971.
Ha debuttato, vincendo il concorso Toti dal Monte, al Teatro Comunale di Treviso nel 1970 con l'opera Cavalleria rusticana. Altri concorsi che lo hanno visto vincitore sono stati, tra gli altri, quelli di Lonigo, Merano e Montichiari. Poi il concorso del Teatro Massimo di Palermo, il Viotti a Vercelli, il Giordano a Foggia.
In ambito internazionale ha vinto il concorso Madama Butterfly di Tokyo.
Faceva parte della commissione di questo concorso il tenore Giuseppe Di Stefano e, come madrine, c'erano Magda Olivero e Maria Callas.
Sempre con Madama Butterfly si è messo in evidenza al Teatro Regio di Torino ed al Bunka-Kaikan di Tokyo. Sempre in Giappone ha cantato anche nei teatri di Nagasaki e Osaka.
Con Rigoletto si è esibito invece in diverse città della Germania e dell'Olanda.

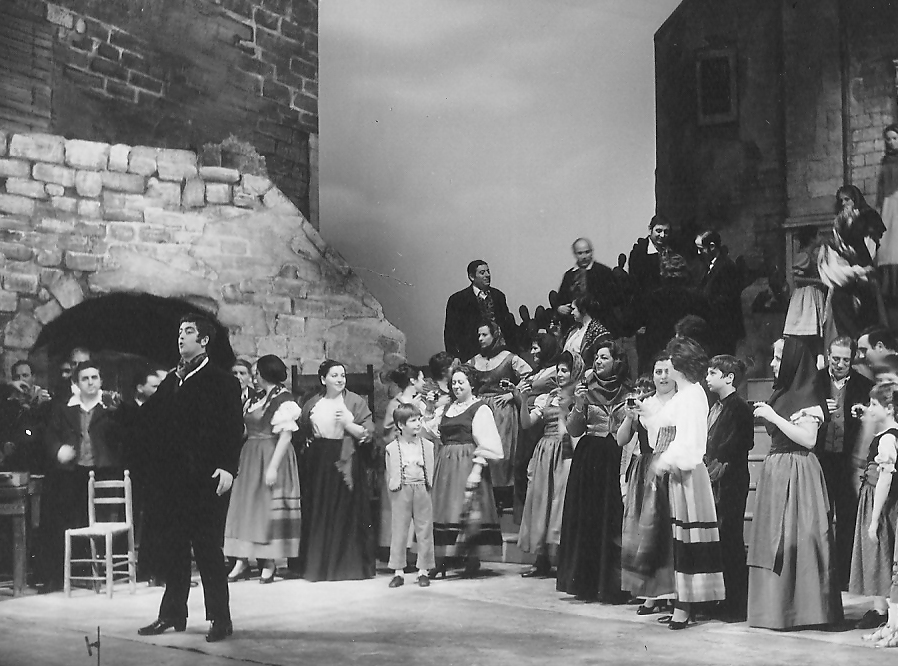
Pietro Fongaro in Cavalleria Rusticana

Nello stesso periodo ha lavorato anche in altri teatri tra cui la Fenice di Venezia ed ha svolto una intensa attività concertistica in Italia e all'estero.
Nella sua carriera ha cantato con Katia Ricciarelli, Lucia Valentini Terrani, Giuseppe di Stefano, Magda Olivero, Yasuko Hayashi, Luciana Rezzadore ed altri.
Al ritiro dall'attività artistica si è dedicato all'insegnamento.